# Bayıryüzü, Eruh
Bayıryüzü là một xã thuộc huyện Eruh, tỉnh Siirt, Thổ Nhĩ Kỳ. Dân số thời điểm năm 2008 là 38 người.